# Westliche Post
Die Westliche Post war eine deutschsprachige Tageszeitung, die in St. Louis, Bundesstaat Missouri in den Vereinigten Staaten erschien.  Die Westliche Post war politisch republikanisch. Die Westliche Post beobachtete die Assimilierung der deutschsprachigen Einwohner an das englischsprachige Umfeld. Im Jahr 1887 wurde der Schulunterricht auf Deutsch in St. Louis abgeschafft.

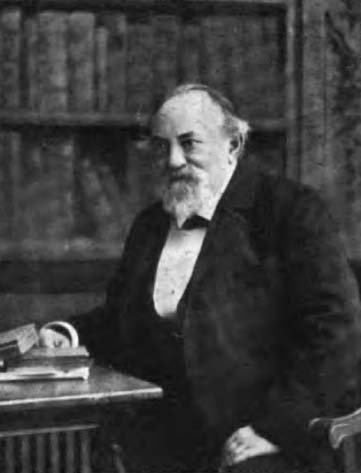
Carl Dänzer, Gründer

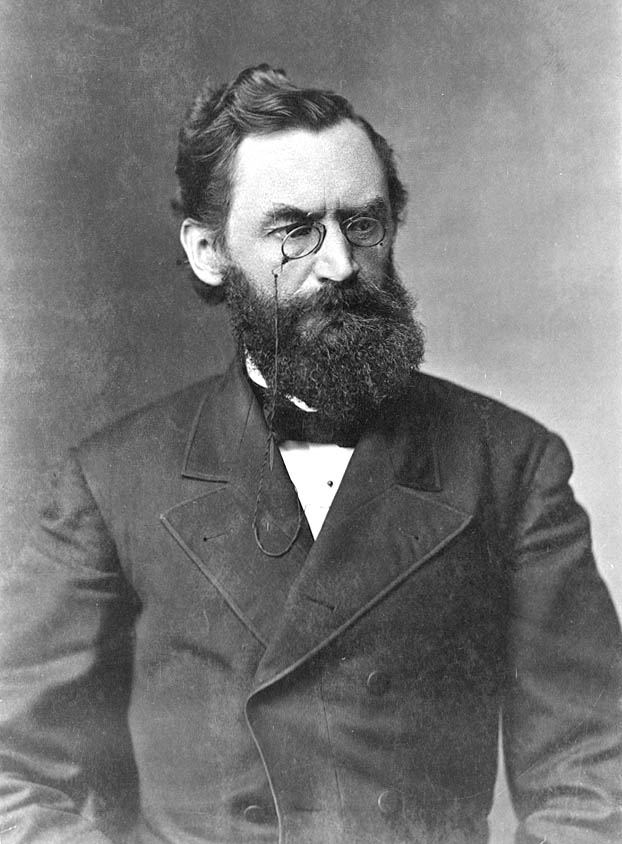
Carl Schurz, Herausgeber und Stakeholder

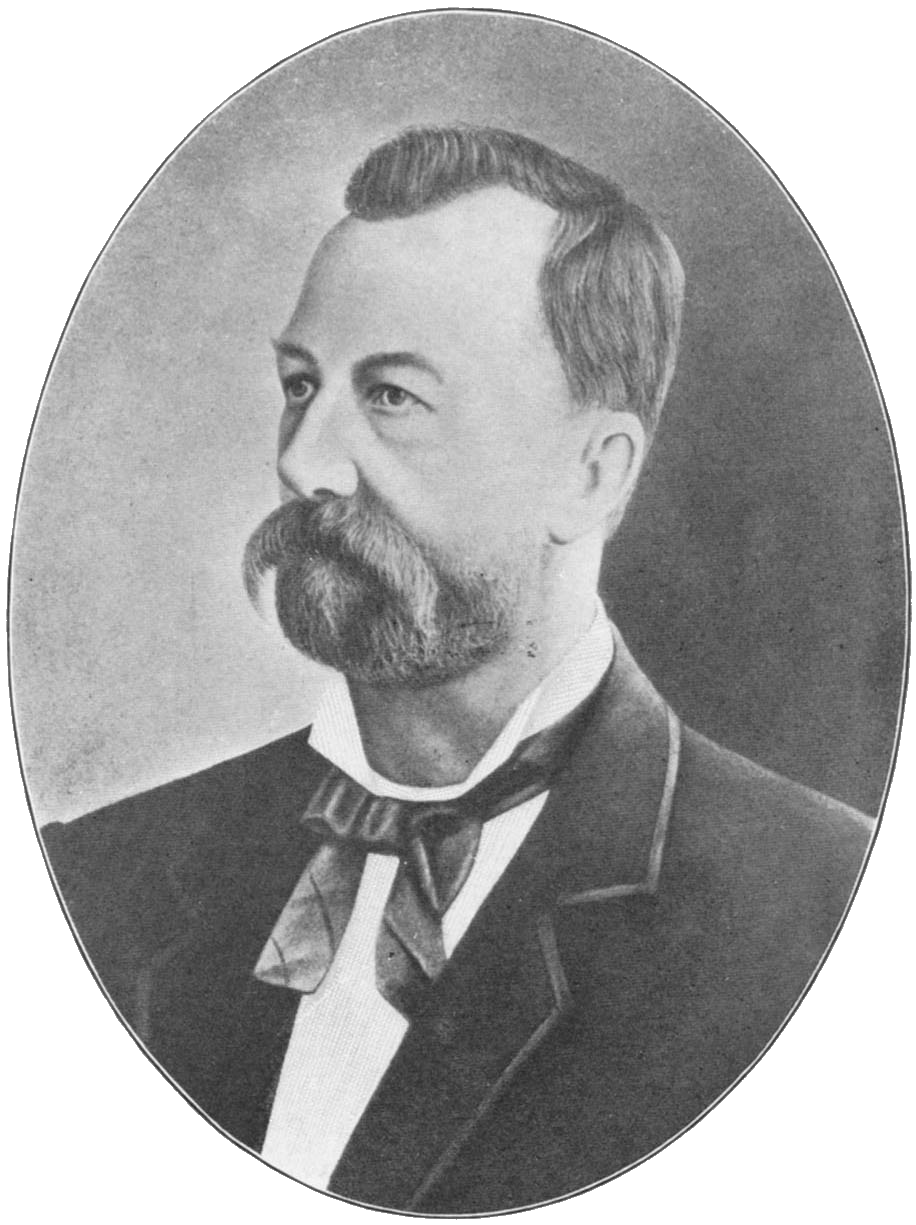
Emil Preetorius, Herausgeber

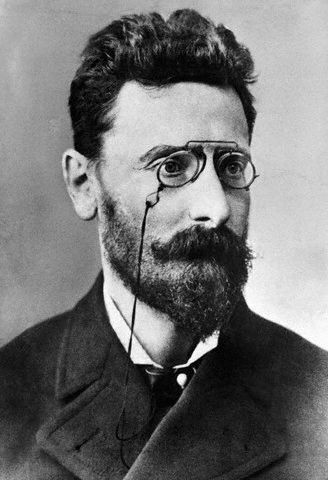
Joseph Pulitzer

Die Westliche Post wurde am 27. September 1857 von Carl Dänzer gegründet und wurde zum bedeutendsten deutschsprachigen Presseorgan der USA. Dänzer hatte sich im Streit von Heinrich Börnsteins Anzeiger des Westens getrennt, der ebenfalls in St. Lous erschien. Dänzer kehrte jedoch 1862 zum Anzeiger zurück.
Während des amerikanischen Bürgerkriegs war Theodor Olshausen Chefredakteur der Westlichen Post.
Im April 1864 wurde Theodor Plate Verleger. Emil Preetorius beteiligte sich an der Zeitung und wurde Chefredakteur. Im Jahr 1867 wurde Arthur Olshausen Herausgeber des „Anzeiger des Westens“. Im Mai desselben Jahres wurde Carl Schurz Partner und Mitarbeiter von Emil Preetorius in der Redaktionsleitung.  Nach und nach trennten sich Plate und Olshausen von einem Großteil ihrer Anteile, und Preetorius und Schurz wurden Haupteigner; die Zeitung wurde dann unter der Schirmherrschaft des Westlichen Postvereins, dessen Präsident Emil Preetorius war, herausgegeben. Schurz, der immer noch Teilhaber war, zog sich 1881 aus der Zeitung zurück.
Im April 1874 zog die Zeitung in ein geräumiges und komfortables Gebäude an der Ecke Fifth and Market Streets, das am 27. Mai 1871 für etwa 90.000 Dollar erworben worden war.
Im Mai 1881 wurde Edward Leyh Redaktionsmitglied der Westlichen Post. Leyh galt als der brillanteste Autor deutsch-amerikanischen Presse. Er korrespondierte mit mehreren der führenden Zeitungen Berlins, darunter der Gartenlaube, und leistete viel literarische Arbeit, darunter eine Übersetzung der Gedichte von Joaquin Miller ins Deutsche.
Zur Zeit der letzten großen Einwanderungswelle aus deutschsprachigen Ländern in den 1880er Jahren war die Westliche Post die bedeutendste deutschsprachige Zeitung in St. Louis. Am 1. Juni 1898 wurde die Westliche Post mit dem Anzeiger des Westens zusammengelegt, der seinerseits zuvor die örtliche Tribüne übernommen hatte. Preetorius und Dänzer zogen sich zu diesem Zeitpunkt beide zurück. Im Rahmen der Zusammenlegung wurden beide vom Deutsch-Amerikanischen Presseverband herausgegeben, bei dem Emil Preetorius, Carl Dänzer, Edwin C. Kehr, Charles Nagel und Paul F. Coste die Teilhaber waren.
Zu den bemerkenswerten Kolumnisten der Westlichen Post zählten William Stengel (* 1830), der Rechtswissenschaften an der Universität Tübingen studiert hatte und in Folge seiner aktiven Rolle in der Deutschen Revolution von 1848 zur Auswanderung gezwungen war. Nach Ende des Bürgerkriegs ließ er sich in St. Louis nieder und wurde Mitarbeiter der Westlichen Post.
Joseph Pulitzer begann 1867 seine journalistische Laufbahn bei der Westlichen Post.  Preetorius hatte sein Können in der „St. Louis Mercantile Library“ bemerkt, wo beide ihre Freizeit verbrachten. Pulitzer recherchierte während seiner Tätigkeit als Sekretär der Deutschen Gesellschaft von sammelte. Nachdem Pulitzer der Zeitung beigetreten war, nahm Schurz ihn unter seine Fittiche und führte den jungen Reporter in die Welt der Berichterstattung und Politik ein. Pulitzer führte einen neuen Stil in die Zeitung ein und nutzte die Zeitung, um für die neue liberale republikanische Partei zu werben.
1904 erschien eine Sonderausgabe zum Deutschen Tag der Weltausstellung in St. Louis.
1938 wurde die Publikation der Westlichen Post eingestellt.

## Nachweise
- J. Thomas Scharf, History of St. Louis etc. (2 vols.), Philadelphia:  Louis H. Everts & Co., 1883, v. I, pp. 941–3.
- About this Newspaper:  Westliche Post (auf der Webseite der Library of Congress)